# Paulie Gualtieri

Paulie Gualtieri

Peter Paul „Paulie Walnuts” Gualtieri (n. aprilie 1944), interpretat de Tony Sirico, este un personaj fictiv în seria televizată distribuită de HBO, Clanul Soprano. Este „căpitan” și, mai târziu, șef adjunct al familiei mafiote Soprano.

## Crime comise de Paulie Gualtieri
- Charles "Sonny" Pagano (mijlocul anilor '60)
- Gallegos (1999)
- Mikey "Grab Bag" Palmice (1999)
- Big Pussy Bonpensiero (2000)
- Minn Matrone (2002)
- Raoul, chelnerul (2004)
- doi columbieni (2006)